# Asia News Network
Asia News Network (ANN) és una coalició de notícies de 24 organitzacions de notícies de diversos països asiàtics. Amb seu a Singapur, es va fundar el 1999 per formar una aliança i millorar la cooperació entre les diferents organitzacions de notícies i els seus respectius periodistes i diaris.
A través de la coalició, els membres sumen recursos i experiència per oferir una cobertura en profunditat dels problemes regionals i internacionals presentant punts de vista locals sobre temes complexos. La majoria dels diaris d'aquesta coalició també són els diaris de registre als seus respectius països.

## Membres
- The Straits Times
- The Korea Herald
- China Daily
- Gogo Mongolia
- The Japan News
- Dawn
- The Statesman
- The Island
- Kuensel
- Kathmandu Post
- Daily Star
- Eleven Media
- The Nation
- The Jakarta Post
- The Star
- Sin Chew Daily
- Phnom Penh Post
- Rasmei Kampuchea
- The Borneo Bulletin
- Vietnam News
- Philippine Daily Inquirer
- Vientiane Times